# سانتو کوندورلی
سانتو کوندورلی (ایتالیایی: Santo Condorelli؛ زادهٔ ۱۷ ژانویهٔ ۱۹۹۵) شناگر اهل ایتالیا-کانادا است.
وی در مسابقات کشوری و بین‌المللی در مجموع برندهٔ ۳ مدال نقره، ۴ مدال برنز شده‌است.